# オイスター・ベイ (小型水上機母艦)
オイスター・ベイ (USS Oyster Bay, AVP-28/AGP-6) は、アメリカ海軍の魚雷艇母艦。元はバーネガット級小型水上機母艦の1隻であったが、建造中に魚雷艇母艦へ変更された。艦名はニューヨーク州ロングアイランド湾の入り江であるオイスター・ベイに由来し、アメリカ海軍においてこの名を持つ唯一の艦である。
「オイスター・ベイ」はアメリカ海軍を退役後も長期の運用が行われ、1957年から1993年までイタリア海軍の特殊部隊用支援艦「ピエトロ・カヴェッツァーレ」として活躍した。

## 艦歴
「オイスター・ベイ」は、1942年4月17日にワシントン州ホートンのレイク・ワシントン造船所でバーネガット級小型水上機母艦の1隻（AVP-28）として起工、1942年9月7日にウィリアム・K・ハリル夫人の手で進水した。その後、1943年5月1日に魚雷艇母艦（AGP-6）へ類別変更のうえで改修され、1943年11月17日就役した。
「オイスター・ベイ」は1943年12月7日にワシントン州シアトルを出航し、1943年の残りの期間をカリフォルニア州サンディエゴにおける整調で過ごした。

### ニューギニア

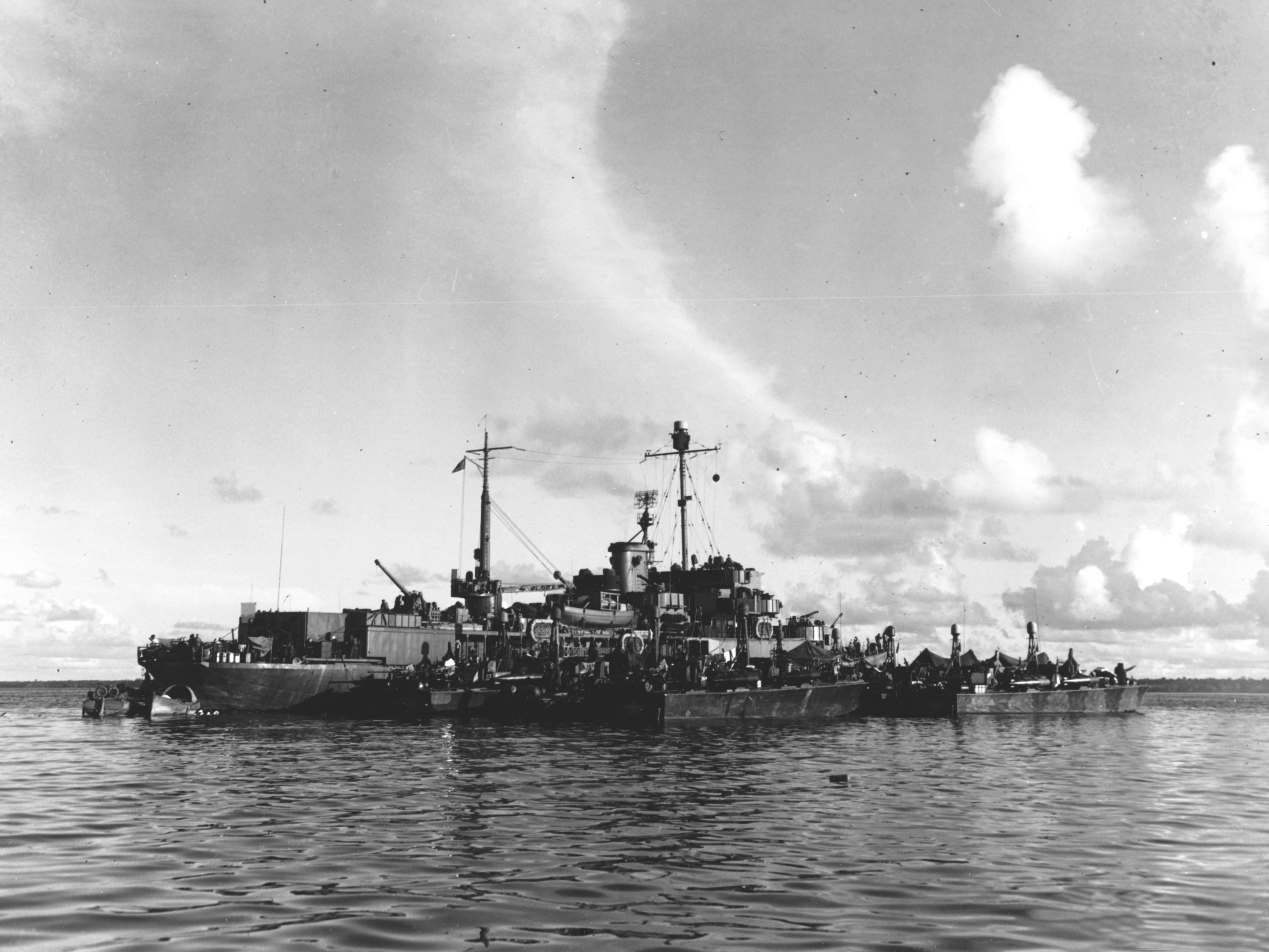
ゼーアドラー湾でPTボートとともに停泊する「オイスター・ベイ」。1944年3月25日撮影。

「オイスター・ベイ」は1944年1月2日にサンディエゴを出航した。オーストラリアのブリスベンを経由してニューギニアのミルン湾へ向かい、ニューギニアの戦いを支援するPTボートの母艦任務に従事した。2月28日から2個魚雷艇戦隊の支援に従事し、3月9日には15隻のPTボートを護衛してアドミラルティ諸島のゼーアドラー湾に移動した。
1944年の春は「オイスター・ベイ」にとって活発な時期となった。3月14日、「オイスター・ベイ」は上陸するアメリカ陸軍部隊を支援するため、ピティル島の日本軍施設を砲撃した。3月20日、今度はニューギニアのランゲマックに向かい、42名の負傷兵を乗せてフィンシュハーフェンにある基地病院へ搬送した。3月31日にゼーアドラー湾へ帰還した後、アメリカ陸軍部隊による上陸に備え、ゼーアドラー湾の東にあるンドリロ島を砲撃した。
「オイスター・ベイ」は、1944年4月19日にドレーガー港へ移転した。連合軍は4月22日にアイタペへ進軍し、これを受けてアイタペ上陸2日後の4月24日、「オイスター・ベイ」は15隻のPTボートを伴って同海域に向けて出発した。4月27日に日本軍機が船団を攻撃して1隻のPTボートが被弾したものの、「オイスター・ベイ」は被害を免れた。
1944年5月、「オイスター・ベイ」は連合軍が激戦を繰り広げていたホーランディアに向かった。空襲警報は頻繁に発令されたものの、結局日本軍機の攻撃はなかった。「オイスター・ベイ」は、6月5日にPTボート2個戦隊と共にワクデ島へ向けて出航した。5月17日、連合国軍がワクデ島に上陸して日本軍の主要航空基地を占領した後も、日本軍は占領された滑走路を攻撃し続けた。1944年6月、「オイスター・ベイ」はウィッキ川とサマール村の海岸施設を砲撃し、アメリカ陸軍による攻撃に備えた。6月13日夜、日本軍機が投下した爆弾が「オイスター・ベイ」の100ヤード (91 m)先に着弾し、死者1名・負傷者2名を出した。
1944年7月12日に「オイスター・ベイ」はミオス・ウンディ島を出航し、ブリスベンの造船所へ向かった。7月22日、オーストラリア空軍のヴァルティー・ヴェンジェンス1機が「オイスター・ベイ」のマスト上部に衝突する事故が起きた。マストからアンテナがもぎ取られ、航海灯も損傷したが、応急修理を受けて「オイスター・ベイ」は1944年8月16日にミオス・ウンディ島に向けて出航した。

### フィリピン
その後、「オイスター・ベイ」はフィリピンでの作戦の中継地として必要とされたモロタイ島へ向かった。1944年10月、連合軍がフィリピンのレイテ島へ上陸すると、「オイスター・ベイ」もレイテ湾に向けて出発した。この移動はPTボート45隻が1,200海里を自力で航行するという、第二次世界大戦中の魚雷艇の活動において特に大規模かつ長距離の移動となった。
レイテ湾へ移動したPTボートは「オイスター・ベイ」と僚艦「ワチャップリーグ」及び「ウィロビー」の支援を受けながら、ゲリラとの偵察活動や護衛任務、そしてスリガオ海峡夜戦の西村祥治中将率いる日本海軍艦隊との交戦で重要な役割を果たすこととなった。特に「オイスター・ベイ」から出撃した第7魚雷艇戦隊マイク・コーヴァー中尉の「PT-137」が発射した魚雷が軽巡洋艦「阿武隈」に命中し、損傷した「阿武隈」は翌日B-24の爆撃で沈没した。

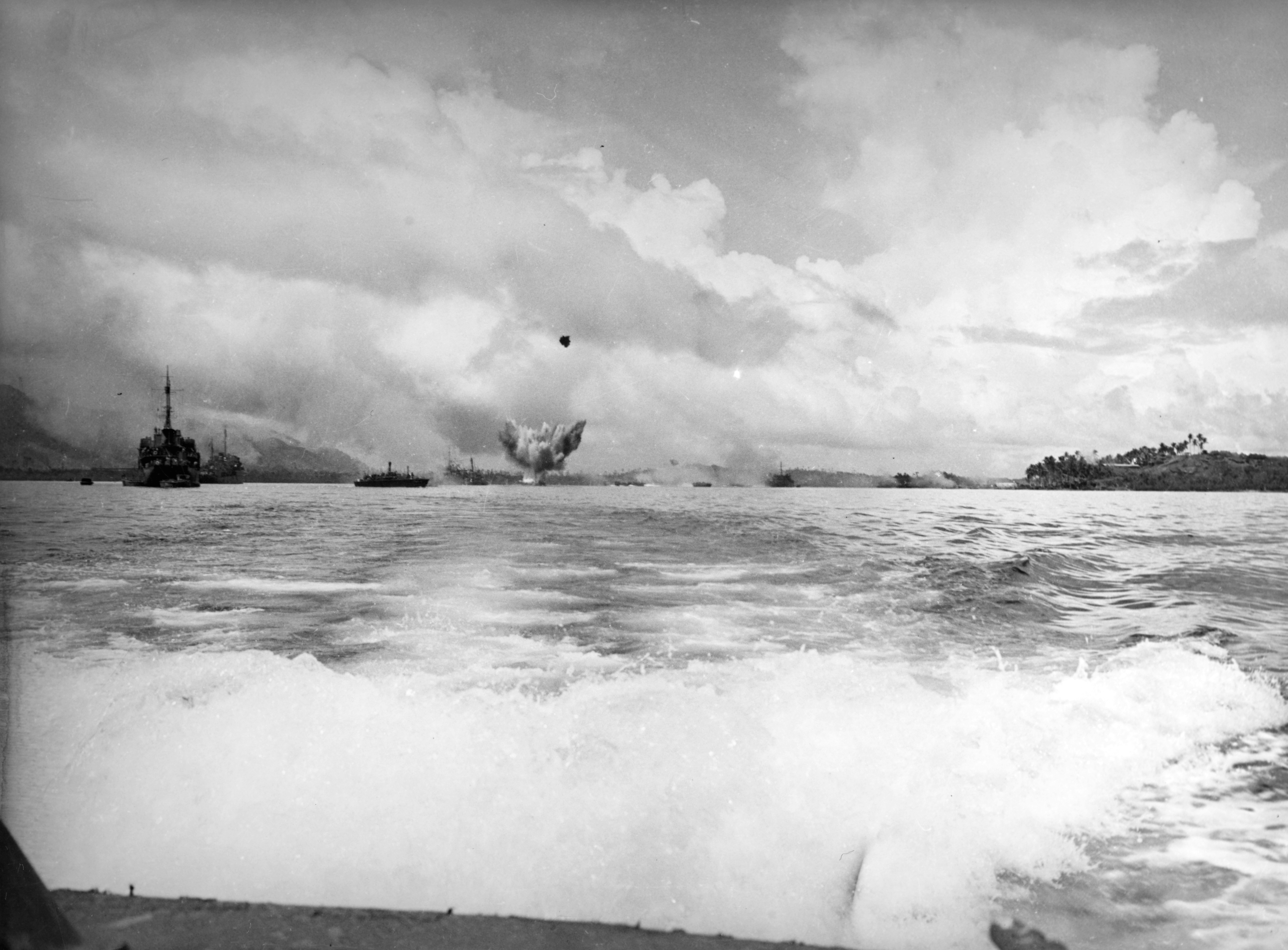
レイテ島タクロバンで空襲を受ける「オイスター・ベイ」（左端）。撃墜された日本軍機が爆発し水柱を立てている。1944年11月24日撮影。

日本軍機は反撃を行ったが、アメリカ海軍機と対空砲火によって大きな犠牲を払うこととなった。11月、「オイスター・ベイ」では221回も戦闘配置が命じられたが、攻撃を受けることはなかった。11月21日にサン・ファニーコ海峡へ移動後、11月24日にガソリン積載中に九七式艦上攻撃機2機による攻撃を受けたものの、2機は激しい対空砲火で撃ち落とされた。11月26日、今度は2機の零式艦上戦闘機が「オイスター・ベイ」に向かって降下してきたが、こちらも2機とも撃墜された。
1945年1月、「オイスター・ベイ」はホーランディアに向けて出航したが、2月8日にはレイテ湾へ戻り魚雷艇の支援活動に従事した。3月6日にサンボアンガ上陸に備えて出航した「オイスター・ベイ」は上陸2日前に到着し、上陸開始まで支援砲撃部隊と共に行動した。4月24日にミンドロ島のサランガニ湾でPTボートと合流し、ダバオ湾の日本軍陣地に対する夜間攻撃を支援する。5月、「オイスター・ベイ」はレイテ湾へ向かい、そこからサマール島に向かった。5月18日にはタウイタウイへ出航し、1945年8月6日にガイナン港へ帰還するまで魚雷艇の支援活動に従事した。
1945年8月15日に戦争が終結すると、「オイスター・ベイ」は同年11月10日にアメリカ本土に向かい、11月29日にカリフォルニア州サンフランシスコ湾に入った。
「オイスター・ベイ」は1946年3月26日に退役し、1946年4月12日に海軍艦艇名簿から抹消され、1946年8月12日に合衆国海事委員会へ移管された。
「オイスター・ベイ」は1949年1月3日にアメリカ海軍へ返還され、1949年3月16日に小型水上機母艦（AVP-28）に類別変更された。しかしながら、これは書類上のもので、「オイスター・ベイ」は運用されることがないまま太平洋予備役艦隊に留まり、カリフォルニア州ストックトンで1957年まで保管された。

### イタリア海軍
保管状態にあった「オイスター・ベイ」は イタリア政府に移管され、1957年10月23日に イタリア海軍支援艦「ピエトロ・カヴェッツァーレ」 (Pietro Cavezzale, A5301) として就役した。艦名はレロス島の戦いで戦死し武勇勲章を受章したイタリア海軍水兵ピエトロ・カヴェッツァーレに因み、イタリア海軍においてこの名を持つ初の艦であった。
イタリア海軍で「ピエトロ・カヴェッツァーレ」は改装を受け、武装が3インチ砲1基とボフォース40ミリ単装砲2基に更新されたほか、マストが三脚式になりAN/SPS-6を搭載するなどの変更が加えられている。
「ピエトロ・カヴェッツァーレ」は主に特殊部隊COMSUBIN（潜水奇襲攻撃部隊）の母艦として用いられた。1978年に発生したアリタリア航空4128便墜落事故では捜索救難活動に従事し、この際の活動により同艦は叙勲されている。
1982年、「ピエトロ・カヴェッツァーレ」はダイバーとともに国連の後援の下で内戦下のレバノンに派遣された。1984年には紅海へ出動し、リビア船が敷設したと思われた機雷掃海に従事した。現地で「ピエトロ・カヴェッツァーレ」は、国際的な掃海作戦であるハーリング作戦及びインテンス・ルック作戦の一員として、3名のイタリア海軍水中処分員とともに2か月間の活動を行った。
「ピエトロ・カヴェッツァーレ」は1993年10月にイタリア海軍から退役した。1994年3月31日にイタリア海軍から除籍された後、「ピエトロ・カヴェッツァーレ」こと「オイスター・ベイ」は1996年2月にスクラップとして売却された。

## 栄典
「オイスター・ベイ」は第二次世界大戦の戦功で5個の従軍星章を受章したほか、以下の勲章を授与された。
- 戦闘交戦リボン（英語版）（遡及3回：1944年4月27日、1944年11月21日、1944年11月26日）
- アジア・太平洋戦役勲章（英語版） … 星章4個付き
- 第二次世界大戦戦勝勲章（英語版）
- フィリピン殊勲部隊章（英語版）
- フィリピン解放勲章（英語版） … 星章1個付き